# Macromitrium diversifolium
Macromitrium diversifolium är en bladmossart som beskrevs av Brotherus 1895. Macromitrium diversifolium ingår i släktet Macromitrium och familjen Orthotrichaceae. Inga underarter finns listade i Catalogue of Life.